# 奧利里峰
奧利里峰（英語：O'Leary Peak），是南極洲的山峰，位於杜費克海岸，處於埃里克森冰川東岸，海拔高度1,040米，由美國研究隊發現和拍攝照片，現時由南極條約體系管理。